# 小島厚生
小島 厚生（こじま こうせい、1939年1月12日 - ）は、日本の俳人、茶人。
東京府生まれ。1961年、東京大学文学部宗教学宗教史学科卒。博報堂などでコピーライターとして活躍後、（株）レマンに入社。コピーライター時代の代表作は1970年の森永製菓、エールチョコレートの『大きいことはいいことだ』。
1977年、同好の士と俳句同人「九九の会」を結成（現：未名句会）し、世話役として今日に至る。俳号は麦人（ばくと）。著書に『俳諧無辺』『俳句のことばたち』『花あびて』などがある。
また茶人として遠州流茶道を嗜み、茶道遠州会東京支部副部長を務める。茶名は有節庵宗生。